# Sibiu Cycling Tour 2017
La Sibiu Cycling Tour 2017, 7a edició de la Sibiu Cycling Tour, es disputà entre el 5 i el 9 de juliol de 2017 sobre un recorregut de 734 km repartits entre un pròleg inicial i quatre etapes, amb inici i final a Sibiu. La cursa formava part del calendari de l'UCI Europa Tour 2017, amb una categoria 2.1.
El vencedor final fou el colombià Egan Bernal (Androni Giocattoli), que s'imposà per davant dels suïssos del Roth-Akros, Colin Stüssi i Valentin Baillifard.

## Equips
L'organització convidà a prendre part en la cursa a tres equips continentals professionals, quinze equips continentals i una selecció nacional:
| Equips continentals professionals (3)- Androni Giocattoli - CCC Sprandi Polkowice - UnitedHealthcare Equips continentals (16)- 0711/Cycling - Adria Mobil - Bike Aid - ColoQuick-Cult - D'Amico-Utensilnord - Differdange-Losch - Dukla Banská Bystrica - Giant-Castelli - GM Europa Ovini - Hurom - Team Illuminate - Monkey Town Continental - Roth-Akros - Tusnad - Unieuro Trevigiani-Hemus 1896 - Christina Jewelry-Kuma p/b Officine Mattio Equip nacional- Romania |
| |

## Etapes
| Etapa  | Data        | Recorregut       | Km           | Vencedor d'etapa           | Líder de la general |
| ------ | ----------- | ---------------- | ------------ | -------------------------- | ------------------- |
| Pròleg | 5 de juliol | Sibiu - Sibiu    | 2,3 km (CRI) | Andrea Palini (ITA)        | Andrea Palini (ITA) |
| 1a     | 6 de juliol | Sibiu - Sibiu    | 211,8 km     | Edwin Ávila (COL)          | Edwin Ávila (COL)   |
| 2a     | 7 de juliol | Sibiu - Bâlea    | 160 km       | Egan Bernal (COL)          | Egan Bernal (COL)   |
| 3a     | 8 de juliol | Sibiu - Păltiniș | 211,5 km     | Egan Bernal (COL)          | Egan Bernal (COL)   |
| 4a     | 9 de juliol | Sibiu - Sibiu    | 148,4 km     | Eduard-Michael Grosu (ROM) | Egan Bernal (COL)   |

## Classificació final
| \| Classificació general \| Classificació general \| Classificació general \| Classificació general \| Classificació general \| \| Corredor \| Corredor \| Equip \| Temps \| \| \| --------------------- \| --------------------- \| --------------------------- \| --------------------- \| --------------------- \| \| 1r \| Egan Bernal Gómez \| Androni-Sidermec-Bottecchia \| 18h 18' 56" \| \| \| 2n \| Colin Stüssi \| Roth-Akros \| + 1' 40" \| \| \| 3r \| Valentin Baillifard \| Roth-Akros \| + 2' 15" \| \| \| 4t \| Jonathan Clarke \| UnitedHealthcare \| + 2' 17" \| \| \| 5è \| Marco Tizza \| GM Europa Ovini \| + 2' 39" \| \| \| 6è \| Cristian Raileanu \| Differdange-Losch \| + 3' 35" \| \| \| 7è \| Simone Ponzi \| CCC Sprandi Polkowice \| + 3' 55" \| \| \| 8è \| Ettore Carlini \| D'Amico-Utensilnord \| + 4' 07" \| \| \| 9è \| Antonino Parrinello \| GM Europa Ovini \| + 4' 23" \| \| \| 10è \| Maxim Rusnac \| Differdange-Losch \| + 4' 24" \| \| |                     |                             |             |
| |                     |                             |             |
| |                     |                             |             |
| Classificació general |                     |                             |             |
| Corredor | Corredor            | Equip                       | Temps       |
| 1r | Egan Bernal Gómez   | Androni-Sidermec-Bottecchia | 18h 18' 56" |
| 2n | Colin Stüssi        | Roth-Akros                  | + 1' 40"    |
| 3r | Valentin Baillifard | Roth-Akros                  | + 2' 15"    |
| 4t | Jonathan Clarke     | UnitedHealthcare            | + 2' 17"    |
| 5è | Marco Tizza         | GM Europa Ovini             | + 2' 39"    |
| 6è | Cristian Raileanu   | Differdange-Losch           | + 3' 35"    |
| 7è | Simone Ponzi        | CCC Sprandi Polkowice       | + 3' 55"    |
| 8è | Ettore Carlini      | D'Amico-Utensilnord         | + 4' 07"    |
| 9è | Antonino Parrinello | GM Europa Ovini             | + 4' 23"    |
| 10è | Maxim Rusnac        | Differdange-Losch           | + 4' 24"    |